# بوهدیکوو
بوهدیکوو (به چکی: Bohdíkov) یک منطقهٔ مسکونی در جمهوری چک است که در ناحیه شومپرک واقع شده‌است. بوهدیکوو ۲۶٫۲۲ کیلومتر مربع مساحت و ۱٬۳۹۹ نفر جمعیت دارد و ۳۴۸ متر بالاتر از سطح دریا واقع شده‌است.